# George Chisholme MacKay
George Chisholme MacKay, kanadski letalski častnik, vojaški pilot in letalski as, * 17. maj 1898, Toronto, † 4. september 1973, Mimico, Ontario.
Stotnik MacKay je v svoji vojaški službi dosegel 18 zračnih zmag.

## Življenjepis
Med prvo svetovno vojno je bil sprva pripadnik RNAS, nato pa RAF.

## Odlikovanja
- Distinguished Flying Cross (DFC)
- Chevalier de la Légion d'Honneur
- Croix de Guerre s palmo